# 查理斯·摩爾 (程式設計師)
查理斯·哈維·摩爾（英語：Charles Havice Moore，1938年—），小名查克·摩爾（Chuck Moore），美國科學家。他是程式語言Forth的主要開發者。

## 生平
1968年，受雇於美国国家射电天文台時，為控制電波訊號，開發了程式語言Forth。

## 外部連結
- 查克·摩爾個人首頁
- FORTH, Inc.